# Cyathura
Cyathura es un género de isópodos de la familia Anthuridae.

## Especies
- Cyathura aegiceras
- Cyathura bentotae
- Cyathura bruguiera
- Cyathura burbancki
- Cyathura carinata
- Cyathura cubana
- Cyathura eremophila
- Cyathura esquivel
- Cyathura estuaria
- Cyathura francispori
- Cyathura furcata
- Cyathura guaroensis
- Cyathura hakea
- Cyathura higoensis
- Cyathura indica
- Cyathura kikuchii
- Cyathura madelinae
- Cyathura munda
- Cyathura muromiensis
- Cyathura omorii
- Cyathura peirates
- Cyathura polita
- Cyathura profunda
- Cyathura pusilla
- Cyathura rudloei
- Cyathura sagamiensis
- Cyathura shanghaiensis
- Cyathura shinjikoensis
- Cyathura terryae
- Cyathura tridentata
- Cyathura truncata